# ForeFront Records
ForeFront Records — це лейбл сучасної християнської музики та християнського року, заснований у 1987 році Деном Р. Броком, Едді ДеГармо, Даною Кі та Роном В. Гріффіном. Він був придбаний EMI у 1996 році у Дена Р. Брока та Едді ДеГармо, і є підрозділом Universal Music Group у складі Capitol Christian Music Group.
У 1998 році ForeFront випустили альбом «Ten: The Birthday Album», дводискову збірку на честь свого 10-річчя, до якої увійшли пісні кількох колишніх виконавців лейблу, а також кілька ремейків старих пісень у виконанні нових гуртів.

## Артисти

### Поточні
- TobyMac[en]

### Деякі колишні
- Abandon[en]
- Audio Adrenaline[en]
- The Benjamin Gate[en]
- Big Tent Revival[en]
- Bleach[en]
- Clear[en]
- Considering Lily[en]
- DC Talk[en]
- Марк Фарнер
- Ребекка Сент-Джеймс[en]
- Skillet
- Стейсі Орікко[en]